# Unión Deportiva Xove Lago
La Unión Deportiva Xove Lago es un equipo de fútbol español del municipio gallego de Jove, en la provincia de Lugo. Fue fundado en 1974 y actualmente juega en la Primera Galicia.

## Historia
La Unión Deportiva Xove Lago se fundó en 1974 al cambiar de nombre el Club Lago Deportivo, que se había fundado cuatro años antes en la parroquia de Lago.

## Estadio
El equipo juega sus partidos como local en el campo municipal de Jove.

## Datos del club
- Temporadas en 1.ª: 0
- Temporadas en 2.ª: 0
- Temporadas en 2ªB: 0
- Temporadas en 3.ª: 12
- Promociones de ascenso a 2ªB: 2 (temporadas 1999/00 y 2000/01)
- Participaciones en la Copa del Rey: 1 (temporada 2000/01)

### Historial por temporadas
| Temp.   | Nivel | Categoría    | Puesto |
| ------- | ----- | ------------ | ------ |
| 1974/75 | 5     | 1.ª Comarcal | 8.º    |
| 1975/76 | 5     | 1.ª Comarcal | 11.º   |
| 1976/77 | 5     | 1.ª Comarcal | 3      |
| 1977/78 | 6     | 1.ª Comarcal | 3.º    |
| 1978/79 | 6     | 1.ª Comarcal | 10.º   |
| 1979/80 | 6     | 1.ª Comarcal | 7.º    |
| 1980/81 | 5     | Preferente   | 7.º    |
| 1981/82 | 5     | Preferente   | 20.º   |
| 1982/83 | 6     | 1.ª Regional | 3.º    |
| 1983/84 | 6     | 1.ª Regional | 3.º    |
| 1984/85 | 6     | 1.ª Regional | 1.º    |
| 1985/86 | 5     | Preferente   | 8.º    |
| 1986/87 | 5     | Preferente   | 15.º   |
| 1987/88 | 5     | Preferente   | 7.º    |
| 1988/89 | 5     | Preferente   | 3.º    |
| 1989/90 | 5     | Preferente   | 10.º   |

| Temp.   | Nivel | Categoría  | Puesto | Copa del Rey |
| ------- | ----- | ---------- | ------ | ------------ |
| 1990/91 | 5     | Preferente | 3.º    |              |
| 1991/92 | 5     | Preferente | 2.º    |              |
| 1992/93 | 4     | 3.ª        | 8.º    |              |
| 1993/94 | 4     | 3.ª        | 6.º    |              |
| 1994/95 | 4     | 3.ª        | 13.º   |              |
| 1995/96 | 4     | 3.ª        | 13.º   |              |
| 1996/97 | 4     | 3.ª        | 16.º   |              |
| 1997/98 | 4     | 3.ª        | 9.º    |              |
| 1998/99 | 4     | 3.ª        | 5.º    |              |
| 1999/00 | 4     | 3.ª        | 3.º    |              |
| 2000/01 | 4     | 3.ª        | 4.º    | Ronda previa |
| 2001/02 | 4     | 3.ª        | 14.º   |              |
| 2002/03 | 4     | 3.ª        | 7.º    |              |
| 2003/04 | 4     | 3.ª        | 20.º   |              |
| 2004/05 | 5     | Preferente | 8.º    |              |
| 2005/06 | 5     | Preferente | 4.º    |              |

| Temp.   | Nivel | Categoría      | Puesto |
| ------- | ----- | -------------- | ------ |
| 2006/07 | 5     | Preferente     | 17.º   |
| 2007/08 | 6     | 1.ª Autonómica | 14.º   |
| 2008/09 | 6     | 1.ª Autonómica | 1.º    |
| 2009/10 | 5     | Preferente     | 15.º   |
| 2010/11 | 5     | Preferente     | 5.º    |
| 2011/12 | 5     | Preferente     | 18.º   |
| 2012/13 | 6     | 1.ª Autonómica | 4.º    |
| 2013/14 | 6     | 1.ª Autonómica | 6.º    |
| 2014/15 | 6     | 1.ª Autonómica | 6.º    |
| 2015/16 | 6     | 1.ª Autonómica | 6.º    |
| 2016/17 | 6     | 1.ª Galicia    | 13.º   |
| 2017/18 | 6     | 1.ª Galicia    | 6.º    |
| 2018/19 | 6     | 1.ª Galicia    | 12.º   |
| 2019/20 | 6     | 1.ª Galicia    | 11.º   |
| 2020/21 |       | no compitió    |        |
| 2021/22 | 7     | 1.ª Galicia    | 3.º    |
| 2022/23 | 7     | 1.ª Galicia    | 11.º   |